# Jitte

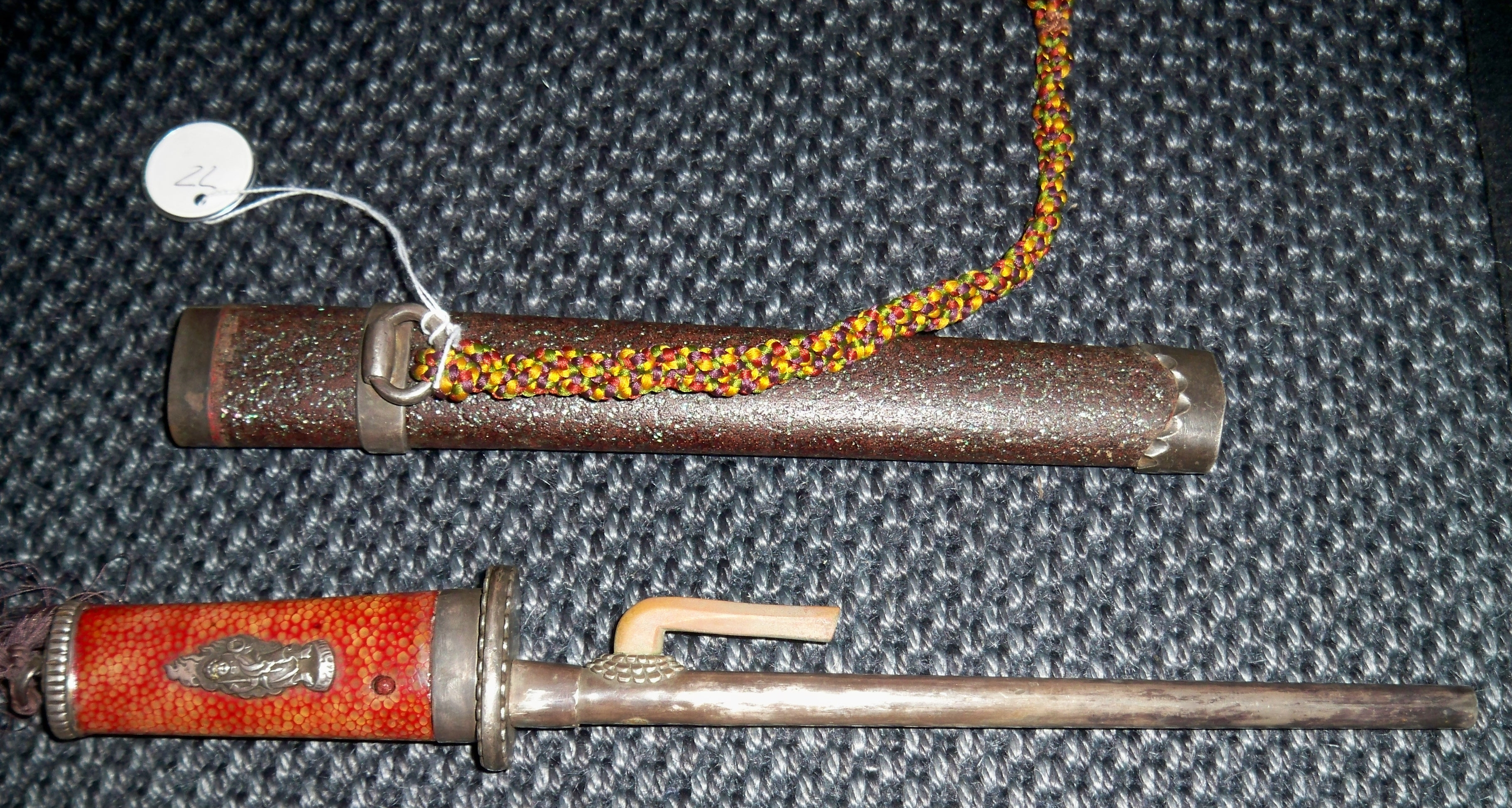
Jitte

Jitte (十手, âm Hán Việt đọc là "thập thủ") là một món vũ khí trong các võ phái cổ Nhật Bản. Đây cũng là một trong những dụng cụ bắt bớ thông dụng thời cổ. Tùy từng lưu phái, có khi nó được biểu ký bằng Hán tự là "thực thủ" (実手). Môn võ đánh Jitte được gọi là Jitte-jutsu.

## Khái yếu
Jitte là món vũ khí dài chừng 30 cm~1m, gồm một mũi thép nhọn gắn vào cán gỗ, từ mũi thép chẻ ra một nhánh thép nhọn ngắn hơn nằm gần cán. Cũng có loại Jitte gồm một nhánh thép chính và hai nhánh thép phụ ở gần cán, hình trạng giống như mũi Sai. Công dụng chính của Jitte là phòng thủ kiếm của đối phương, dùng để đâm và đôi khi là để bẻ khớp địch thủ. Có phái Nhu thuật còn kết hợp Jitte trong những đòn quật và chế ngự đối phương. Jitte là món vũ khí ngắn, chuyển động linh hoạt và được cho là xảo diệu hơn cả 10 cánh tay, chính vì thế nên nó được gọi là Jitte (thập thủ). Từ này thường được trực dịch sang Anh ngữ là "Ten hands".

## Lịch sử và cách sử dụng
Người ta tìm thấy một số văn kiện thời Edo viết là món vũ khí này được một văn nhân họ Trần (Hán tự: 陳元贇, Hán việt: Trần Nguyên Uân) từ Minh quốc (Đại lục) mang sang Nhật vào thời kỳ này, nhưng thực tế từ giữa thời Muromachi đã thấy có thuật đánh Jitte. Từ cuối thời Muromachi cho đến thời Chiến quốc rất thịnh hành một món vũ khí gọi là Kabuto-wari(兜割), hình trạng gần giống với Jitte, gồm một lưỡi đao có nhánh thép nhọn chẻ ra từ đằng cán. Công dụng của Kabuto-wari là để đâm, chém và khống chế, bắt bớ đối phương. Vì vậy có nhiều kiến giải cho rằng Jitte được phát triển từ Kabuto-wari trước đó.
Về cách sử dụng thì ngoài việc dùng mũi thép phụ để bắt kiếm của đối phương, còn có phái Nhu thuật sử dụng Jitte như một cây gậy ngắn để khống chế tay chân đối phương để bắt sống và kết hợp với đòn quăng quật. Vì vậy Jitte-jutsu trở nên phổ biến vào thời Edo, nó là món vũ khí không thể thiếu của lực lượng cảnh sát để bắt sống tội phạm thời bấy giờ. Có một giai thoại rằng, cha của kiếm khách vô song Miyamoto Musashi là Shinmen Munisai là một đại cao thủ sử Jitte thuộc phái Tōri-ryū, được Tướng quân Ashikaga Yoshiaki mến mộ võ nghệ mà ban thưởng cho danh hiệu "Nhật hạ vô song".

## Lưu phái
- Tōri-ryū
- Ikkaku-ryū Jitte-jutsu
- Komagawa Kaishin-ryū
- Shibukawa-ryū
- Rikishin-ryū
- Edaima Shin-ryū